# Lý Nhã Kỳ
Trần Thị Thanh Nhàn, née le 19 juillet 1982 à Vũng Tàu, mieux connue sous son nom de scène, Lý Nhã Kỳ, est une actrice, mannequin et femme d'affaires vietnamienne.
Depuis 2011, elle est l'ambassadrice du tourisme du Viêt Nam.

## Biographie
Trần Thị Thanh Nhàn née et a grandi à Vũng Tàu. Son père, Trần Ngọc Lý a combattu à Can Gio Mangrove Forest (aujourd'hui - Hô-Chi-Minh-Ville) dans la guerre du Vietnam.  Il est mort en 2005 en raison de ses blessures de guerre et un titre lui a été décerné. Sa mère est originaire de la province de Thái Bình.
À seize ans, elle a poursuivi ses études en Allemagne et elle a été diplômée de l'université Alexander Wiegand.
Du 6 au 13 novembre 2009, elle accepte de participer et de devenir ambassadeur du sourire pour Operation Smile pour aider l'organisation à organiser des soins chirurgicaux gratuits pour des enfants nés avec une fente labio-palatine et d'autres défauts dans les hôpitaux de Cần Thơ et du Delta du Mékong. Elle était accompagnée de l'ambassadeur de Operation Smile au Vietnam, Jackie Chan ainsi que de Mai Phương Thúy, Đàm Vĩnh Hưng et de Mỹ Tâm.
En novembre 2019, elle se marie avec l'acteur Đại Nghĩa (vi),.

## Filmographie
- 2006 : Amour pour toujours (Tình yêu còn mãi) : Trúc
- 2007 : Love Story (Chuyện tình yêu) : Hoài Thu
- 2007 : Jalousie (Ghen) : Yuhuan
- 2007 : Le prix d'achat d'un dieu (Giá mua một thượng đế) : Thach Thao
- 2007 : Détective privé (Thám tử tư)
- 2007 : Dix (Mười) : Jeune dame
- 2007 : Je veux être une célébrité (Em muốn làm người nổi tiếng)
- 2009 : The reverse wind (Gió nghịch mùa)
- 2009 : Là où l'amour commence (Nơi tình yêu bắt đầu)
- 2010 : Shanghai : Strip-teaseuse
- 2011 : Or dans le sable (Vàng trong cát)
- 2011 : General Võ Nguyên Giáp and symphony Điện biên (Đại tướng Võ Nguyên Giáp và ban giao hưởng Điện biên)
- 2011 : Le lit séparé (Chiếc giường chia đôi)
- 2012 : Cold Summer

## Télévision
- 2008 : Beloved woman and the hitters (Em muốn làm người nổi tiếng) : Diem Kieu
- 2009 : The universe step (Bước chân hoàn vũ)

## Clips musicaux
- 2009 : Ngày không bình yên de Đàm Vĩnh Hưng.